# Argence Morte
Pour les articles homonymes, voir Argence.
L'Argence Morte est un ruisseau français qui coule dans le département de l'Aveyron en région Occitanie. C'est un affluent de l’Argence Vive en rive droite, donc un sous-affluent de la Garonne par la Truyère et par le Lot.

## Géographie
De 13,8 km de longueur, l’Argence Morte prend sa source à 1 099 mètres d’altitude sur les contreforts des monts d’Aubrac au lieu-dit « La Rode » (commune d’Alpuech).
Elle s’oriente Nord-Ouest sur 13,8 km jusqu’à son lieu de confluence avec l’Argence Vive à Sainte-Geneviève-sur-Argence.

## Départements et communes traversés
- Aveyron : Alpuech, Vitrac-en-Viadène, Graissac, Sainte-Geneviève-sur-Argence.

## Principaux affluents
- Le Rieutord (6,5 km) et son affluent
  - Le Coulet (6,6 km)

## Hydrologie
Signifie : « cours d'eau blanc comme l'argent ».